# Dècada del 790

## Esdeveniments
- Ghana creix gràcies al comerç de l'or
- Es recull la sunna islàmica
- Guerra entre els francs i els àvars de Pannònia
- Comença l'època Heian al Japó, de gran esplendor

## Personatges destacats
- Carlemany
- Constantí VI
- Alcuí de York
- Idris I
- Irene d'Atenes
- Adrià I, papa